# جامعة فريدرش فيلهيلم في برلين
جامعة فريدرش فيلهيلم في برلين (بالإنجليزية: Frederick William University)‏ هي جامعة، تأسست في 1827، في ألمانيا، وكان مؤسسها هو فريدرش فيلهلم الثالث ملك بروسيا.